# Новокиївка (Устинівська селищна громада)
Новоки́ївка —  село в Україні, в Устинівській селищній громаді Кропивницького району Кіровоградської області. Населення становить 101 осіб.

## Населення
Згідно з переписом УРСР 1989 року чисельність наявного населення села становила 115 осіб, з яких 50 чоловіків та 65 жінок.
За переписом населення України 2001 року в селі мешкала 101 особа.

### Мова
Розподіл населення за рідною мовою за даними перепису 2001 року:
| Мова       | Відсоток |
| ---------- | -------- |
| українська | 93,07 %  |
| російська  | 5,94 %   |
| молдовська | 0,99 %   |